# بهداشت تغذیه عمومی
بهداشت تغذیه عمومی (انگلیسی: Public Health Nutrition) یک ماهنامه سلامتی است که موضوعات در مورد بهداشت در تغذیه را پوشش می‌دهد. این ماهنامه در سال ۱۹۹۸ تأسیس و توسط انتشارات دانشگاه کمبریج منتشر می‌شود.سردبیر این مجله مرلین تنسگ است(تحصیل کرده در دانشگاه ایالتی پلی‌تکنیک کالیفرنیا). تاکنون ۲٬۴۸۳ جلد از این مجله منشر شده‌است.